# José-Claude Mbimbi Mbamba

brasão José-Claude Mbimbi Mbamba

José-Claude Mbimbi Mbamba (Kinshasa, 30 de julho de 1962) é um clérigo congolês e bispo católico romano de Boma.
Depois de se formar na escola em Ruanda, José-Claude Mbimbi Mbamba estudou filosofia a partir de 1980 no Grand Séminaire de Philosophie Abbé Ngidi em Boma. Depois que Mbimbi Mbamba completou um estágio pastoral na paróquia de St. Pierre na Diocese de Pointe-Noire de 1983 a 1984, estudou teologia católica no Grand Séminaire Saint Robert Bellarmin de Mayidi e na Université Catholique du Congo em Kinshasa. Ele também obteve um Diploma em Filosofia e Religiões Africanas. Em 28 de agosto de 1988, Mbimbi Mbamba recebeu o Sacramento da Ordem pela Diocese de Boma.
De 1988 a 1990, José-Claude Mbimbi Mbamba lecionou no Seminário Menor Saint François Xavier de Mbata Kiela de Boma, antes de se tornar vigário paroquial da paróquia de Mama ya Luzingu e bibliotecário no Grande Seminário de Filosofia Abbé Ngidi. Em 1992 Mbimbi Mbamba continuou seus estudos na Université Catholique du Congo em Kinshasa, onde se formou em 1994 com uma licenciatura em filosofia. Depois de servir brevemente como Reitor do Foyer Universitaire Saint Paul em Kinshasa, tornou-se Professor e Sub-regente no Grand Séminaire de Philosophy Abbé Ngidi. De 1998 a 2003, José-Claude Mbimbi Mbamba foi comissário para a formação dos sacerdotes e desde 2001 também chanceler diocesano da diocese de Boma. Foi também secretário pessoal do bispo auxiliar de Boma, Cyprien Mbuka CICM, de 1998 a 2001. De 2003 a 2004 Mbimbi Mbamba completou um curso de italiano em Roma e de 2004 a 2005 um curso de alemão. Ele então assumiu estudos de doutorado em filosofia na Universidade Eberhard Karls em Tübingen. Em 2011 ele recebeu seu doutorado lá com uma tese sobre a fenomenologia da religião de Heidegger e seu significado para a teologia. Além disso, José-Claude Mbimbi Mbamba trabalhou de 2005 a 2012 como vigário paroquial em Herrenberg na diocese de Rottenburg-Stuttgart e como pároco da comunidade de língua italiana. Depois de regressar à sua terra natal, Mbimbi Mbamba foi novamente professor e a partir de 2014 também Regente do Grande Séminaire de Filosofia Abbé Ngidi e Vigário Episcopal para os leigos.
Em 19 de março de 2021, o Papa Francisco o nomeou Bispo de Boma. O Arcebispo de Kinshasa, Cardeal Fridolin Ambongo Besungu OFMCap, o consagrou em 27 de junho do mesmo ano em frente à Catedral de Notre Dame de l'Assomption em Boma; Os co-consagradores foram o Núncio Apostólico na República Democrática do Congo, Arcebispo Ettore Balestrero, e o Bispo Emérito de Boma, Cyprien Mbuka CICM.